# Ivanove Selîșce, Hlobîne
Ivanove Selîșce (în ucraineană Іванове Селище) este localitatea de reședință a comunei Ivanove Selîșce din raionul Hlobîne, regiunea Poltava, Ucraina.

## Demografie
Componența lingvistică a localității Ivanove Selîșce
     Ucraineană (98,32%)
     Rusă (1,68%)
Conform recensământului din 2001, majoritatea populației localității Ivanove Selîșce era vorbitoare de ucraineană (98,32%), existând în minoritate și vorbitori de rusă (1,68%).